# HD 152079
Désignations
HD 152079 est une étoile avec une exoplanète en orbite, située dans la constellation de l'Autel. Elle est située à une distance de 287 années-lumière de la Terre sur la base des mesures de la parallaxe, mais s'en rapproche avec une vitesse radiale de -21 km/s. À cette distance, l'étoile est beaucoup trop faible pour être visible à l'œil nu, ayant une magnitude apparente de 9,18.

## Caractéristiques
Il s'agit d'une naine jaune avec un type spectral G6V. Les estimations d'âge varient de 1,6 à 6,2 milliards d'années. Elle a 1,15 fois la masse du Soleil et 1,13 fois sa circonférence. Il s'agit d'une étoile riche en métaux, avec une abondance de fer plus élevée que celle du Soleil. L'étoile rayonne 1,44 fois la luminosité du Soleil depuis sa photosphère à une température effective de 5 907 K.

## Système planétaire
Elle possède une exoplanète confirmée, découverte en 2010 par le Magellan Planet Search Program. Il s'agit d'une super-Jupiter avec une orbite excentrique et une période orbitale de 8,0 années. En 2018, une analyse des données HARPS a suggéré la présence d'un compagnon externe supplémentaire avec une masse au moins 83 % de masse de Jupiter.
| Planète | Masse            | Demi-grand axe (ua) | Période orbitale (jours) | Excentricité       | Inclinaison | Rayon |
| ------- | ---------------- | ------------------- | ------------------------ | ------------------ | ----------- | ----- |
| b       | 2,661 ± 0,046 MJ | 4,187+0,051 −0,053  | 2 918,92+37,87 −39,28    | 0,532+0,015 −0,016 |             |       |